# ソビエト連邦共産党書記長
ソビエト連邦共産党中央委員会書記長（ソビエトれんぽうきょうさんとうちゅうおういいんかいしょきちょう、ロシア語： Генеральный секретарь Центрального Комитета Коммунистический Партии Советского Союза(ЦК КПСС)）は、ソビエト連邦共産党中央委員会の職務上の役職。ソビエト連邦共産党（以下「ソ連共産党」・「党」と表記）の事務官であり、ウラジーミル・レーニンの死後は、同党およびソビエト連邦（以下「ソ連」と表記）の最高指導者という位置付けであった。これに倣い「書記長」という肩書きは他国の多くの共産党の指導者に用いられた。1953年から1966年までは「第一書記」という肩書きであり、ニキータ・フルシチョフおよび初期の頃のレオニード・ブレジネフがこれを用いた。

## 歴史

### スターリン体制における強化
スターリン政権以前は、党政治局においてウラジーミル・レーニンが最高指導者の地位を占めていたことには疑いの余地がなかった。1919年以降、「責任書記」（ответственный секретарь）が党中央の事務を処理したが、政治的役割は果たさなかった。地方の党委員会の責任書記は、それぞれの委員会の指導者を務めた。
1922年に新設された書記長は、純粋に行政上の規律的な役割であった。スターリンが初代書記長に選出されると、党紀・党に対するあらゆる従属と党の一般方針・派閥争いに対する罰則・党の指導者の仕事を任務とする民主集中制の原則が適用された。より高等な組織が下部組織に全面的に義務を負わせ、党幹部である書記長による統制はより強くなり、党の指導者間における地位は高まっていった。中央政治局の他の局員たちは党幹部からますます分裂し、スターリンが異なる党派を互いに対抗させるのを黙認して漁夫の利を得たことで結局彼ら自身は排除された。1930年までに党のみならずソ連の事実上の指導者にまでなったのはスターリンのみであった。スターリンの権力による支配がより確かなものになったことで、彼は党の公式の役割を軽視し始めるようになる。スターリンの周囲で彼に対する個人崇拝の発生が認められた。
1927年の第15回党大会後の12月19日に開かれた最初の党中央委員会総会にて、スターリンは役職の廃止を提案したが、それは反対された。1934年、1939年、1952年の党大会の後、それにより選出された中央委員会はスターリンが書記長であることを確認するためのものではなくなっていた。むしろ、スターリンは役職に関係なく、政治局員、書記局員、そして組織局員に選出され、「中央委員会書記」（Секретарь ЦК）として書類に署名することをますます好んだ。しかし1952年10月に書記長職が正式に廃止されるまではスターリンが同職に留まり続けたとみなされている。

### その後
1948年以降、スターリンの将来的な後継者としてゲオルギー・マレンコフが書記を務めることになり、組織の指揮を執るようになった。その後、スターリンは書記局の仕事からますます離れるようになる。スターリンが死ぬ少し前の1952年10月16日、スターリンは書記長の役職の廃止（これによってスターリンの権力が衰えることは無かったが）を含む党指導部の再編成を行った
。
スターリンの死によって中央委員会の統率が再編成されたとき、書記長の座は一時的に空いたままだったが、書記局には政治局の上級委員である2人の人物、すなわち新首相となるマレンコフとニキータ・フルシチョフがいた。当初書記局の筆頭に名を連ねたマレンコフであったが、後に組織の事実上の支配権を握ったフルシチョフによって、1953年3月14日に書記局から追われた。同年9月14日の党中央委員会にて、フルシチョフはソ連共産党中央委員会第一書記に選出された。当初は集団指導体制を考えていたフルシチョフも、自身の政敵の追放のため、党第一書記の権限を強化した。この「第一書記」という呼称は1964年にフルシチョフを失脚させたレオニード・ブレジネフの時代でも継続されたが、呼称に対する党幹部の不満が表出した。そして、1966年の第23回党大会にて、初期の呼称である「書記長」が復活した。

### 終焉
1991年8月のクーデターの失敗を受けて、ソ連大統領ミハイル・ゴルバチョフは8月24日に書記長を辞任し、副書記長ウラジーミル・イワシコが書記長代行を5日間務めた。1991年8月29日にロシアの初代大統領となるボリス・エリツィンがソ連共産党の全ての党活動の停止を命じ、ソ連共産党は解散した。

## 歴代指導者一覧
| ロシア共産党（ボリシェヴィキ） （1918年 - 1922年） |                                                    |      |                                 |                                      |
| 代                                                 | 氏名                                               | 氏名 | 在任期間                        | 備考                                 |
| 01                                                 | ヤーコフ・スヴェルドロフ Я́ков Свердло́в             |      | 1918年3月8日 - 1919年3月16日    | 中央委員会書記局長                   |
| 02                                                 | エレーナ・スタソヴァ Елена Стасова                 |      | 1919年3月25日 - 1919年11月29日  | 中央委員会書記局長                   |
| 03                                                 | ニコライ・クレスチンスキー Николай Крестинский     |      | 1919年11月29日 - 1921年3月16日  | 中央委員会責任書記                   |
| 04                                                 | ヴャチェスラフ・モロトフ Вячеслав Молотов          |      | 1921年3月16日 - 1922年4月3日    | 中央委員会責任書記                   |
| ソビエト連邦共産党 [ 注釈 4 ] （1922年 - 1991年）  |                                                    |      |                                 |                                      |
| 代                                                 | 氏名                                               | 氏名 | 在任期間                        | 備考                                 |
| 01                                                 | ヨシフ・スターリン Иосиф Сталин                    |      | 1922年4月3日 - 1952年10月16日   | 中央委員会書記長                     |
| 02                                                 | ニキータ・フルシチョフ Никита Хрущёв               |      | 1953年9月7日 - 1964年10月14日   | 中央委員会第一書記                   |
| 03                                                 | レオニード・ブレジネフ Леонид Брежнев              |      | 1964年10月14日 - 1982年11月10日 | 中央委員会第一書記 →中央委員会書記長 |
| 04                                                 | ユーリ・アンドロポフ Юрий Андропов                 |      | 1982年11月12日 - 1984年2月9日   | 中央委員会書記長                     |
| 05                                                 | コンスタンティン・チェルネンコ Константин Черненко |      | 1984年2月13日 - 1985年3月10日   | 中央委員会書記長                     |
| 06                                                 | ミハイル・ゴルバチョフ Михаил Горбачёв             |      | 1985年3月11日 - 1991年8月24日   | 中央委員会書記長                     |
| 0–                                                 | ウラジーミル・イワシコ Влади́мир Ивашко             |      | 1991年8月24日 - 1991年8月29日   | 中央委員会書記長代理                 |